# Abigail Elizalde
Abigail Elizalde Romo (Torreón, 1985) è una modella messicana, incoronata Miss Terra Messico 2008 e terza classificata (Miss Acqua) a Miss Terra 2008.

## Carriera

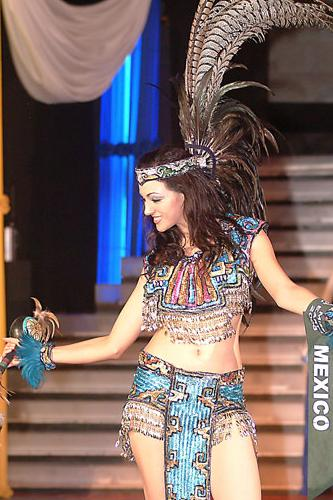
Abigail Elizalde mostra il costume nazionale del Messico a Miss Terra 2008.

Abigaíl Elizalde Romo, Miss Coahuila, viene incoronata Miss Terra Mexico 2008 durante un evento tenuto presso lo Yucatan Convention center. Ottiene quindi la possibilità di rappresentata il Messico a Miss Terra 2008 nelle Filippine. Durante le fasi preliminari la Elizalde vince numerosi titoli minori come il Gandang Ricky Reyes Award ed il Jubille Foundation Award. Battendo le altre 84 partecipanti al concorso, Abigail Elizalde vince anche il prestigioso titolo Best in Swimsuit.
Durante la serata finale del concorso, la Elizalde viene proclamata una delle sedici finaliste del concorso. Alla fine della serata, la rappresentante del Messico si piazza al terzo posto, ottenendo il titolo di Miss Acqua, dietro alla vincitrice, la filippina Karla Henry. Abigail Elizalde è stata la prima rappresentante del Messico ad ottenere un piazzamento a Miss Terra.